# Badafòu d'Ans
Badafòu d'Ans (en francès Badefols-d'Ans) és un municipi francès situat al departament de la Dordonya i a la regió de la Nova Aquitània.

## Demografia
| 1962                                       | 1968  | 1975  | 1982  | 1990  | 1999  | 2007  |
| ------------------------------------------ | ----- | ----- | ----- | ----- | ----- | ----- |
| 1.130                                      | 1.096 | 1.253 | 1.259 | 1.339 | 1.204 | 1.291 |
| Des de 1962: població sense dobles comptes |       |       |       |       |       |       |

## Administració
| Període   | Identitat      | Partit        |
| --------- | -------------- | ------------- |
| 1978-2001 | Guy Mespoulède |               |
| 1983-     | Gérard Debet   | Divers droite |

## Agermanaments
- Ans